# Mesamphiagrion risi
Mesamphiagrion risi – gatunek ważki z rodziny łątkowatych (Coenagrionidae).